# Prospect, Louisiana
Prospect är en ort i Grant Parish i delstaten Louisiana, USA.